# Sveti Urban (hrib)
Sveti Urban je hrib pri Mariboru. Na njem je cerkev svetega Urbana. Leži v naselju Šober in v občini Maribor. 
Njegova nadmorska višina znaša 597 metrov.

## Naravno geografski položaj
Sveti Urban se nahaja na stičišču dveh geografskih enot severnovzhodne Slovenije – Slovenskih goric in Kozjaka/Kobanskega. Leži na meji katastrskih občin Šober in Rošpoh. Urban je dobil ime po cerkvi svetega Urbana.
Bližnja okolica Urbana ima pester relief. Glavni grebeni se razdelijo v mnoge manjše, ki potekajo v vseh smereh neba. Močno razvejane grebene sekajo številne globoke doline s potočki, ki se stekajo v potok Rošpoh in Kamniški potok. Naklon strmin večinoma presega 50 %, zato prevladuje gozd, na prisojnih legah pa številni vinogradi. Matično osnovo, ki razpada, tvorijo različni laporji. Tudi v klimatskem pogledu se odraža stičišče različnih geografskih enot, kar daje izjemno ugodne klimatske pogoje na rast vinske trte. Za to področje je značilno vino rumeni muškat.